# Ровинский, Владимир Леонидович
Владимир Леонидович Ровинский (род. 9 июня 1953) — советский и российский актёр театра и кино, народный артист России (2010).

## Биография
Владимир Ровинский родился 9 июня 1953 года. Окончил Харьковский институт искусств им. И. Котляревского. Работал в Харьковском государственном академическом театре им. А. С. Пушкина, позже в Первом Московском областном драматическом театре (сейчас Московский областной государственный камерный театр).
С 1990 года играет в МХАТе имени Горького под руководством Татьяны Дорониной, стал одним из ведущих артистов театра.

## Награды
- Заслуженный артист России (23.10.1998)[1].
- Народный артист России (15.01.2010)[2].
- Медаль «В память 850-летия Москвы».
- Дважды лауреат фестиваля искусств «Золотая осень».

## Работы в театре

### Харьковский русский драматический театр им. А. С. Пушкина
- «Самая счастливая» Э. Володарский — Алексей
- «Без вины виноватые» А. Островский — Ведущий от театра
- «Последние дни» М. Булгаков — граф Строганов
- «Макбет» У. Шекспир — Дональбайн
- «Верните бабушку» — Борис Мхитарян
- «Белоснежка и семь гномов» Устинов — Воскресенье

### Первый Московский областной драматический театр
- «Каширская старина» Аверкиев — Абрам
- «Западня» Э. Володарский — Сергей Маклаков
- «Тот самый Мюнхаузен» Г. Горин — фельдфебель
- «Энергичные люди» В. Шукшин — Лысый, Курносый
- «Закон вечности» Н. Думбадзе — Манучар, Маглаберидзе
- «Бузинная матушка» (мюзикл) Х. К. Андерсен — Морской царь
- «Высшая мера» В. Арро — Сержант
- «Аргентинское танго» Ю. Виноградов — оберлейтенант
- «Крестики - нолики» Червинский — Ледик
- «Свадьба» М. Зощенко — Жених
- «Смотрите, кто пришел!» В. Арро — Шабельников
- «Любовь и голуби» В. Гуркин — Василий Кузякин
- «Расточитель» Н. Лесков — Варенцов
- «Последний посетитель» В. Дозорцев — Валерий Ермаков
- «Свалка» А. Дударев — Хитрый

### МХАТ им. М. Горького
- «На дне» М. Горький, реж. Т. Доронина — Бубнов
- «Полоумный Журден» М. Булгаков, реж. Т. Доронина — Брендавуан
- «Валентин и Валентина» М. Рощин, реж. О. Ефремов — Володя
- «Белая гвардия» М. Булгаков, реж. Т. Доронина — Жилин
- «Вишнёвый сад» А. Чехов, реж. С. Данченко — Пищик
- «Зойкина квартира» М. Булгаков, реж. Т. Доронина — Ванечка, Толстяк
- «Лес» А. Островский, реж. Т. Доронина — Восмибратов
- «Прощание с Матерой» В. Распутин, реж. А. Борисов — Воронцов
- «Доходное место» А. Островский, реж. Т. Доронина — Антон
- «На всякого мудреца довольно простоты» А. Островский, реж. В.Станицын — Голутвин
- «Её друзья» В. Розов, реж. В. Усков — Александр Леонтьевич
- «Козьма Минин» А. Островский, реж. В. Белякович — Лыткин
- «В день свадьбы» В. Розов, реж. В. Усков — Салов
- «На дне» М. Горький, реж. В. Белякович — Актёр
- «Без вины виноватые» А. Островский, реж. Т. Доронина — Шмага
- «Контрольный выстрел» С. Говорухин, Ю. Поляков, реж. С. Говорухин — Секвоев, Марк Львович
- «Горячее сердце» Н. Островский, реж. В. Белякович — Градобоев
- «Макбет» У. Шекспир, реж. В. Белякович — Росс
- «Халам-бунду или заложники любви» Ю. Поляков, реж. С. Кутасов — Куропатов
- «Прощание в июне» А. Вампилов, реж. Т. Доронина — Золотуев
- «Годы странствий» А. Арбузов, реж. Ю. Аксёнов — Солдатенков
- «Актер» Н. Некрасов, реж. Т. Доронина — Кочергин
- «Рюи Блаз» В. Гюго, реж. В. Бейлис — Дон Гуритан
- «Аввакум» В. Малягин, реж. Н. Пеньков — Протопоп Аввакум
- «Наполеон в Кремле» В. Малягин, реж. Н. Пеньков — маршал Мортье

## Фильмография
1. 1982 — В последнюю очередь — эпизод
2. 1992 — Прорва (Россия, Германия, Франция) — милиционер
3. 1995 — Под знаком Скорпиона — офицер НКВД
4. 2001 — Сыщики — Тихон
5. 2002 — Поздний ужин с…
6. 2003 — Лучший город Земли — эпизод (в титрах В. Равинский)
7. 2003 — Сыщик без лицензии (фильм 3 «Окончательный диагноз») — Савицкий
8. 2004 — Начало пути
9. 2004 — Штрафбат — эпизод
10. 2007 — Ликвидация — полковник, начальник военной контрразведки
11. 2007 — Паутина (фильм 1-й «Ловушка», фильм 2-й «Расплата») — «Академик»
12. 2009 — Исаев («Пароль не нужен») — Нугуманов
13. 2012 — Тёмное царство (фильм 1-й «Бешеные деньги») — Григорий Борисович Кучумов
14. 2015 — Таинственная страсть — Пал Палыч, гардеробщик в ЦДЛ